# 井上正治
井上 正治（いのうえ まさはる、1920年2月11日 - 1997年12月18日）は、日本の海軍軍人、法学者。専門は刑事法学。過失犯理論等を研究。法学博士（九州大学・1950年）。九州大学名誉教授。福岡県出身。

## 生涯
福岡県宗像市生まれ、山口県下関市育ち。旧制山口県立下関中学校、旧制福岡高等学校を経て、九州帝国大学進学。1942年、九州帝国大学法文学部卒業、高等文官試験司法科合格。1950年、法学博士（九州大学）。
海軍入営。最終階級は海軍法務大尉。1946年、九州帝国大学法文学部講師。1948年、九州大学法文学部助教授、1951年、同法教授。1953年、広島大学政経学部教授兼務、1967年第30代九州大学法学部長。
1969年3月11日、九州大学評議会から学長事務取扱に選考されたが、テレビで「警察は敵」と発言したことなどから任命権者たる文部大臣から発令を拒否された。これに抗議し1970年九州大学を辞職し、名城大学法学部教授、弁護士登録。九州大学名誉教授。のちに、この件について名誉毀損を受けたとして名誉回復の措置を求める訴訟を起こす（九大井上事件）。
弁護士としては連合赤軍事件、破防法裁判の弁護等を務めた。1974年に革マル派の襲撃を受け重傷を負う。

## 親族
岳父は、不破武夫（九州帝国大学法文学部刑法講座担任、第18代九州帝国大学法文学部長）。長男は民事訴訟法学者の井上治典。